# 謝朓楼
謝朓楼（しゃちょうろう）は、中華人民共和国安徽省宣城市宣州区にある楼閣。閲江楼・真武閣・鎮海楼と共に、江南の四大名楼のひとつとされる。

## 歴史
南朝斉の建武2年（495年）、謝朓は宣城郡太守を担当して、郡城の北の陵陽山で楼閣で創建された。当時は「高斎」と称した。
唐は楼閣を再建した。「北望楼」と改称。咸通15年（874年）、宣州刺史の独孤霖はこの建物を改築し、畳嶂楼と改称した。
明の嘉靖年間、寧国府知府の方逢時は楼閣を再建し、高斎楼と改称した。
清の康熙年間、寧国府知府の許廷式は楼閣を再建し、古北楼と改称した。光緒年間、知府の魯一員は楼閣を再建し、謝朓楼と改称した。
1937年の日中戦争の兵火により焼失している。
1997年、地元政府は楼閣を再建する。1998年5月、安徽省人民政府は楼閣を省級文物保護単位に認定した。

## 文学
唐の李白の『宣州謝朓楼餞別校書叔雲』に云く：棄我去者、昨日之日不可留。乱我心者、今日之日多煩憂。長風万里送秋雁、対此可以酣高楼。蓬萊文章建安骨、中間小謝又清発。倶懐逸興壮思飛、欲上青天覧日月。抽刀断水水更流、挙杯銷愁愁更愁。人生在世不称意、明朝散髪弄扁舟。